# ジェニファー・ドリス
ジェニファー・ドリス（Jennifer Doris、1988年11月3日 - ）は、アメリカ合衆国の元女子バレーボール選手。

## 来歴
2007年、テキサス大学オースティン校に進学。2011年にプエルトリコリーグのGigantes de Carolinaに加入。シーズン末、アゼルバイジャンリーグのイトゥサチ・バクーに移籍した。佐野優子とはチームメイトであった。
2012年10月、Vチャレンジリーグの日立リヴァーレ（当時）に移籍した。2012/13Vチャレンジリーグでは準優勝し、自身もスパイク賞とブロック賞を受賞した。また、2013年4月7日のVチャレンジマッチのデンソー戦に勝利し、Vプレミアリーグ昇格に大きく貢献した。
2013年9月、PFUブルーキャッツに移籍した。2013/14Vチャレンジリーグではスパイク賞、ブロック賞を2年連続で受賞した。PFUには2020年までの7シーズン在籍した。Vリーグ1部では2016/17シーズンと2018-2020年の計3シーズンプレーした。

## 所属クラブ
- テキサス大学オースティン校（2007-2011年）
- Gigantes de Carolina（2011年）
- イトゥサチ・バクー（2011-2012年）
- 日立リヴァーレ（2012-2013年）
- PFUブルーキャッツ（2013-2020年）

## 受賞歴
- 2013年 2012/13 V・チャレンジリーグ スパイク賞、ブロック賞
- 2014年 2013/14 V・チャレンジリーグ スパイク賞、ブロック賞
- 2015年 2014/15 V・チャレンジリーグ 敢闘賞
- 2018年 2017/18 V・チャレンジリーグI 敢闘賞、スパイク賞、ブロック賞